# 二氯喹啉酸
二氯喹啉酸是一种含氮有机氯化合物，化学式C
9NH
4Cl
2COOH，化学名：3,7-二氯-8-喹啉甲酸，常温常压下为无色固体，可溶于烃类和醇类溶剂，是植物生长素的类似物，可用作除草剂。